# Caspar Klein
Pour les articles homonymes, voir Klein.
Caspar Klein (né le 28 août 1865 à Elben, et mort le 26 janvier 1941 à Paderborn) était l'archevêque allemand de Paderborn.

## Biographie
Caspar Klein est né le 28 août 1865 à Elben.
Il est diplômé du lycée Theodorianum de Paderborn. Puis étudie à Münster.
Le 21 mars 1890, il fut ordonné prêtre et travailla comme tel dans le diocèse de Paderborn. En avril 1920, il fut élu par le chapitre comme évêque de Paderborn à la place de Karl Joseph Schulte (devenu cardinal) qui partit pour l'archevêché de Cologne. Il reçut l'approbation papale le 19 juin 1920 et fut nommé simultanément vicaire apostolique d'Anhalt.
Il a été vicaire apostolique d'Anhalt que jusqu'en mars 1921, année de l’abolition du vicariat.
Paderborn est sous le concordat avec la Prusse à partir de 1929. En août 1930, le diocèse est élevé au rang de capitale de l'archevêque et Klein en devient le premier archevêque.
En 1936, il fêta le 1100e anniversaire du transfert des reliques de saint Liboire du Mans à Paderborn.
Caspar Klein est décédé le 26 janvier 1941 à Paderborn. Il est inhumé dans la cathédrale Saint-Liboire de Paderborn.